# Laurent Desnoyer
Pour les articles homonymes, voir Desnoyer.
Pas d'image ? Cliquez ici

a Compétitions nationales et continentales officielles uniquement.

b Matchs officiels uniquement.
Laurent Desnoyer, né le 19 mai 1948 à Brive-la-Gaillarde (France), est un joueur international français de rugby à XV évoluant au CA Périgueux puis au CA Brive au poste d'ailier durant sa carrière.
Son frère cadet, Frédéric Desnoyer, est également un joueur de rugby à XV au CA Brive.

## Biographie
Laurent Desnoyer fait ses débuts dans le rugby à XV à l'US Objat avant de signer au CA Périgueux.
En 1972, il rejoint le CA Brive où il est remarqué par les sélectionneurs de l'équipe de France, et fait partie de la tournée de 1974 en Argentine. Cette année-là, il dispute un test match le 13 octobre contre l'équipe de Roumanie.
Lors de la saison 1974-1975, il est finaliste et il est le meilleur marqueur du Championnat de France avec 23 essais inscrits.

## Statistiques en équipe nationale
- Sélections en équipe de France : 1 (+1 non officielle).
- Sélections par année : 1 en 1974.
- Tournée : 1974.

## Palmarès

### En junior
- Vainqueur de la Coupe de l'avenir en 1967 avec la sélection du Limousin.

### En club
- Finaliste du Challenge Yves du Manoir en 1974 avec le CA Brive.
- Finaliste du Championnat de France en 1975 avec le CA Brive.

### Distinctions personnelles
- Meilleur marqueur du Championnat de France en 1975 (23 essais).